# 歩闡
歩 闡（ほ せん）は、中国の三国時代から西晋時代にかけての武将。本貫は徐州臨淮郡淮陰県。『三国志』呉書に伝のある歩騭の庶子。

## 生涯
父の歩騭の代から呉に仕えた。兄の歩協が没すると西陵督の職を継ぎ、また昭武将軍・西亭侯を加えられた。
甘露元年（265年）9月、歩闡の上表に従って、武昌への遷都が行われた。
鳳凰元年（272年）8月、中央への召還となる繞帳督転任を命じられる。代々西陵の地にあった歩闡はこれを、自らの職を奪うものと考え、同年9月、呉に反旗を翻し、西陵城に籠城する。また甥の歩璣・歩璿を西晋に降伏の使者として送り、歩闡は都督西陵諸軍事・衛将軍・儀同三司・侍中・仮節・領交州牧に任じられ、宜都公に封じられた。

西晋では車騎将軍の羊祜、荊州刺史の楊肇らを救援に派遣したが、呉の陸抗の采配により撃退される。同年12月（273年年始）、陸抗の攻撃により西陵城は陥落し、歩闡らの一族は族誅となった。西晋に人質として残っていた歩璿がただ一人生き延び、祖先の祭祀を継いだ。